# Municipio de Downers Grove
El municipio de Downers Grove (en inglés: Downers Grove Township) es un municipio ubicado en el condado de DuPage en el estado estadounidense de Illinois. En el año 2010 tenía una población de 146795 habitantes y una densidad poblacional de 1.112,95 personas por km².

## Geografía
El municipio de Downers Grove se encuentra ubicado en las coordenadas 41°45′16″N 87°58′39″O / 41.75444, -87.97750. Según la Oficina del Censo de los Estados Unidos, el municipio tiene una superficie total de 131.9 km², de la cual 128.36 km² corresponden a tierra firme y (2.68%) 3.53 km² es agua.

## Demografía
Según el censo de 2010, había 146795 personas residiendo en el municipio de Downers Grove. La densidad de población era de 1.112,95 hab./km². De los 146795 habitantes, el municipio de Downers Grove estaba compuesto por el 82.41% blancos, el 4.63% eran afroamericanos, el 0.15% eran amerindios, el 9.13% eran asiáticos, el 0.02% eran isleños del Pacífico, el 1.73% eran de otras razas y el 1.92% pertenecían a dos o más razas. Del total de la población el 6.53% eran hispanos o latinos de cualquier raza.